# Ortíz (khu tự quản)
Ortíz là một khu tự quản thuộc bang Guárico, Venezuela. Thủ phủ của khu tự quản Ortíz đóng tại Ortíz. Khự tự quản Ortíz có diện tích 4129 km2, dân số theo điều tra dân số ngày 21 tháng 10 năm 2001 là 18377 người.